# Ardisia gorgonae
Ardisia gorgonae là một loài thực vật có hoa trong họ Anh thảo. Loài này được Cuatrec. mô tả khoa học đầu tiên năm 1962.